# 5 (жевательная резинка)

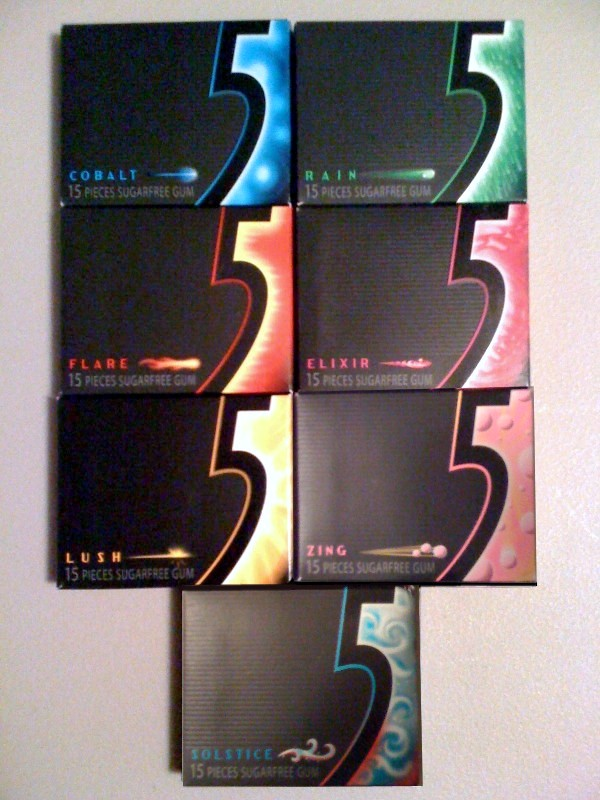

«5» («Five») — марка жевательной резинки без сахара, производимая компанией Wrigley, направленная на подростков. Название намекает на пять человеческих чувств и что в «жвачке» 5 калорий. Жевательная резинка была представлена на рынках Соединенных Штатов в марте 2007 года, в Канаде в январе 2008 года, в России, Европе и Австралии в 2009 году, в Китае, Индии, Италии, Израиле, Таиланде и Малайзии в 2010 году. При выходе на новые рынки 5 Жевательная резинка будет стилизована и названа как «New 5 Gum».

## Состав
Жевательная резинка «5» содержит 160 килокалорий на 100 грам что эквивалентно для одного стика весом 2.6 грамма примерно 5 ккал. , также она содержит аспартам (с фенилаланином), ацесульфам-калий, соевый лецитин, сорбит, маннит и другие подсластители.

## «Правда или действие»
Компания Wrigley приняла решение остановить акцию «Правда или действие», производство акционного товара на фабрике Wrigley, а также рекламные активности по данной кампании после того, как начали поступать первые жалобы от потребителей несколько недель назад. Мы изымаем этот продукт из продажи и заменяем его на регулярный продукт. Сейчас эта работа подходит к концу, остались в продаже уже единицы товара, — рассказала в интервью руководитель по корпоративным связям Wrigley в России Надежда Лобачева.
По словам Надежды Лобачевой рекламная кампания акции в России началась в январе 2017 года. На обёртке «жвачки» были написаны разные задания, условия сетевой игры: выполнить задание с обёртки и выложить фото и видео выполненных заданий в соцсети с хэштегом.
Волнение пользователей соцсетей, вероятно, связано с «группами смерти», которые вызвали ряд суицидов среди подростков в России.